# New Douglas Park
Le New Douglas Park est un stade de football situé à Hamilton.
D'une capacité de 6 018 places toutes assises, il accueille depuis sa construction en 2001 les matches à domicile du Hamilton Academical, club de première division écossaise.

## Histoire
Construit en 2001 par la société Ballast Nedam (en), il remplace depuis lors le Douglas Park, l'ancien stade du Hamilton Academical. 
Il a disposé d'une pelouse naturelle de 2001 à 2004, puis d'une pelouse artificielle FieldTurf (en) jusqu'en 2008. À cette date, Hamilton Academical ayant obtenu la promotion en Premier League, une pelouse naturelle a dû être réinstallée pour répondre aux normes exigées. Les critères de la Premier League ont aussi imposé un agrandissement des tribunes pour atteindre la capacité actuelle de 6 018 places toutes assises.
Des modifications des normes ont permis de réinstaller une pelouse artificielle de nouvelle génération, (Tigerturf) à partir de 2013.
Durant la saison 2013-14, le club d'Albion Rovers y a joué deux matches de Coupe d'Écosse (contre Motherwell puis contre les Rangers) pour avoir une plus grande capacité d'accueil que dans son stade de Cliftonhill.

## Affluence
Le record d'affluence a été établi le 17 janvier 2015 (Hamilton Academical - Celtic) avec 6 007 spectateurs.
Les moyennes de spectateurs pour les précédentes saisons sont :
- 2014-2015: 2 877 (Premier League)
- 2013-2014: 1 436 (Championship League)
- 2012-2013: 1 231 (Division One)

## Transport
La gare la plus proche est la gare de Hamilton Ouest (en), située à 5/10 minutes à pied. Le stade est rapidement accessible depuis l'autoroute M74.